# Nombre de Kaprekar
|  | No s'ha de confondre amb Constant de Kaprekar. |

En matemàtiques, els nombres de Kaprekar són nombres naturals que satisfan la condició de que el seu quadrat es pot tallar en dos trossos que, sumats, donen el nombre original. Formalment, doncs, són nombres naturals, {\displaystyle k}, que satisfan les equacions:
{\displaystyle k=q+r}
{\displaystyle k^{2}=q\times 10^{n}+r}
Aquest nombres foren introduits el 1980 pel matemàtic indi D. R. Kaprekar.
Per exemple, {\displaystyle 9} és un nombre de Kaprekar perquè: {\displaystyle 9^{2}=81} i {\displaystyle 9=8+1}: {\displaystyle 45} també ho és per {\displaystyle 45^{2}=2025} i {\displaystyle 45=20+25}. Altres casos son més difícils de trobar: {\displaystyle 538461^{2}=289940248521} i {\displaystyle 289940+248521=538461}. A continuació es mostren altres exemples:
| Nombre | Quadrat                | Descompossició         |
| ------ | ---------------------- | ---------------------- |
| 703    | 703² = 494209          | 494+209 = 703          |
| 2728   | 2728² = 7441984        | 744+1984 = 2728        |
| 5292   | 5292² = 28005264       | 28+005264 = 5292       |
| 857143 | 857143² = 734694122449 | 734694+122449 = 857143 |

La sèrie OEIS 6886 mostra tots els nombres de Kaprekar en base 10 elevats al quadrat.
Aquesta definició es pot generalitzar per a nombres naturals en qualsevol base i elevats a qualsevol potència definint una funció de Kaprekar, amb base {\displaystyle b>1} i potència {\displaystyle p>0}, {\displaystyle F_{p,b}:\mathbb {N} \rightarrow \mathbb {N} } tal que:
{\displaystyle F_{p,b}(n)=\alpha +\beta },
en la qual:
{\displaystyle \beta =n^{2}{\bmod {b}}^{p}} i
{\displaystyle \alpha ={\frac {n^{2}-\beta }{b^{p}}}}